# Ali Shafi
Ali Hussein Shafi (10 de abril de 1908 - meados da década de 1960 ou 1970) foi um futebolista egípcio que atuava como meia.

## Carreira
Ali Shafi fez parte do elenco da Seleção Egípcia de Futebol, na Copa do Mundo de 1934.